# Paralichthys woolmani
Paralichthys woolmani är en fiskart som beskrevs av Jordan och Williams, 1897. Paralichthys woolmani ingår i släktet Paralichthys och familjen Paralichthyidae. IUCN kategoriserar arten globalt som otillräckligt studerad. Inga underarter finns listade i Catalogue of Life.